# Platyzosteria marginalis
Platyzosteria marginalis är en kackerlacksart som beskrevs av Karlis Princis 1954. Platyzosteria marginalis ingår i släktet Platyzosteria och familjen storkackerlackor. Inga underarter finns listade i Catalogue of Life.